# 2004 VB131
2004 VB131, também escrito como 2004 VB131, é um objeto transnetuniano que está localizado no Cinturão de Kuiper, uma região do Sistema Solar. Este corpo celeste é classificado como um cubewano. Ele possui uma magnitude absoluta de 6,5 e tem um diâmetro estimado com 221 km.

## Descoberta
2004 VB131 foi descoberto no dia 9 de novembro de 2004 pelo astrônomo B. Gladman.

## Órbita
A órbita de 2004 VB131 tem uma excentricidade de 0,072 e possui um semieixo maior de 44,105 UA. O seu periélio leva o mesmo a uma distância de 40,909 UA em relação ao Sol e seu afélio a 47,300 UA.